# Glattalphütte
Die Glattalphütte ist eine Berghütte der Sektion Mythen des Schweizer Alpen-Clubs (SAC).

## Lage und Umgebung
Sie befindet sich auf 1896 m ü. M. auf der Glattalp in der Nähe des Glattalpsees in den Schwyzer Alpen im Kanton Schwyz oberhalb der Ortschaft Bisisthal der Gemeinde Muotathal.

## Geschichte
Die Hütte wurde im Jahre 1927 mit 30 Plätzen erbaut und 1971 um etwa die Hälfte vergrössert.

## Wege

### Zustieg
- Von der Bergstation der Luftseilbahn Sahli–Glattalp in fünf Minuten im Schwierigkeitsgrad T1 auf der SAC-Wanderskala.
- Von Bisisthal in drei Stunden im Schwierigkeitsgrad T2.
- Von Schwarzenbach (Gemeinde Muotathal) in vier Stunden im Schwierigkeitsgrad T2.
- Von Braunwald GL in fünfeinhalb Stunden im Schwierigkeitsgrad T2.

### Gipfelbesteigungen
- Ortstock, 2717 m ü. M.: In dreieinhalb Stunden auf den Gipfel.[2]
- Höch Turm, 2666 m ü. M.: Von der Glattalphütte führt eine alpine Wanderung im Schwierigkeitsgrad T6 in vier bis fünf Stunden über den Westgrat auf den Gipfel.[3]

### Übergänge zu anderen Hütten
- Zur Glärnischhütte.